# Histoire du canton d'Uri
L'histoire du canton d'Uri débute au VIIIe siècle et se confond ensuite avec celle de la Suisse, dont il est l'un des trois cantons fondateurs.

## Histoire du canton
En 732, la première mention du nom d'Uri est faite en relation avec l’abbaye de Reichenau dont la vallée est une propriété. En 853, il est cédé au bailliage impérial de Zurich puis, en 1218, directement à l'empereur du Saint-Empire romain 
En 1231, la communauté d'Uri obtient un statut d'immédiateté impériale (Reichsunmittelbarkeit) de la part du roi Henri II, fils de l'empereur Frédéric II. Ce privilège place Uri directement sous l'autorité de l'empereur, lui évitant de dépendre de la puissante famille des Habsbourg, rivale des Hohenstaufen. Elle n'est donc plus sous la tutelle de l'abbé de Reichenau et du couvent de Zurich ; mais aussi de Rodolphe II l'Ancien, de son fils Albert IV le Sage et de son petit-fils le comte Rodolphe IV, qui deviendra Rodolphe Ier de Habsbourg en 1273,,.
Cette décision est motivée par l'importance stratégique du col du Gothard, récemment ouvert, qui relie le nord et le sud des Alpes. Le privilège accordé à Uri est confirmé par une charte impériale, garantissant à ses habitants le droit de s'administrer eux-mêmes, de nommer leurs juges parmi les gens du pays, tout en continuant à verser des redevances à l'abbaye de Fraumünster. C'est une étape cruciale vers l'autonomie du canton et la formation de la Confédération suisse.
En 1237, la construction du pont du Diable permet d'ouvrir la route commerciale traversant le massif du Saint-Gothard. Cette voie va être retirée des possessions uranaises pour devenir une possession des Habsbourgs.
En 1798 et sous le bref régime de la République helvétique, Uri est fusionné avec d'autres cantons pour former le canton de Waldstätten. Cette réorganisation imposée par la France provoqua de nombreuses émeute dans la région jusqu'à l'acte de médiation qui rétablit les anciens cantons.
Après la Régénération des années 1830, le canton reste, comme ses voisins, fidèle à la religion catholique et rejoint l'alliance du Sonderbund qui sera militairement défaite quelques années plus tard. En 1850, Uri adopte une nouvelle constitution cantonale.

### Source
- (de) Cet article est partiellement ou en totalité issu de l’article de Wikipédia en allemand intitulé « Geschichte des Kantons Uri » (voir la liste des auteurs).